# حركة الحاسيديم
الحاسيديم هي حركة روحانية اجتماعية يهودية نشأت في القرن السابع عشر. يعد بعل شيم توف مؤسس الطائفة الرئيسي، حيث نشرها في أنحاء شرق أوروبا. الفكر الحسيدي وخصوصًا في الأجيال الأولى تميزت بالدعوة إلى عبادة الرب وطاعته ومحبة إسرائيل واتباعه الصالحين. وفي الأجيال الأخيرة تمتاز الحسيدية بشكل أساسي بوضع مزارات حسيدية مخصصة حول سلالات الحسيديم.

## ولادة الحركة

### خلفية تاريخية

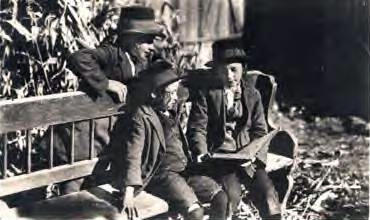
أطفال حسديم في عام 1910

في القرن السابع عشر كانت هناك عدة عمليات موازية من يهود أوروبا الشرقية وضعف الحكم المركزي في مملكة بولندا الكبرى التي كانت تحكم مساحات واسعة من ليتوانيا وأوكرانيا، وكان حال الوضع الأمني والاقتصادي متدهورا جدا.
وبعد ذلك انهار الحكم المركزي في المملكة وفي أعقاب ذلك وزّعوا الأراضي في أوكرانيا وفودوليا وانتقل الحكم إلى العثمانيين.
الشعور بانعدام الأمن المادي بين اليهود، وانعكاس الازمة الأولى في مذابح سنوات المراسم التي في أعقابها غزوا القوازق بولندا وأصابوا قبل كل شيء يهودها.
رافقت التغييرات السياسية تزايدا في معاداة السامية من جانب الحكومة البولندية والنبلاء للحد من المهن المسموح بها لليهود.

### مشاكل اقتصادية
كان الاتحاد البولندي الليتواني وسيلة لتجارة السلع ونقلها من الشرق إلى الغرب، مع تطور النقل البحري انخفضت قابلية النقل البري وقوافل التجارة قلّت.
ومن هنا ضرب معيشة اليهود، جزء منهم أصبح رزقهم من السمسرة والتبادل التجاري، وبعد هذا تغلبوا على الصعوبات في حياتهم ومعيشتهم.

### أزمة دينية
تقلصت فرصة تعلم التوراة إلى حد كبير. وفي بداية القرن الثامن عشر تم تشكيل وعي كبير في المجتمع اليهودي بين مجموعة صغيرة نسبيا من العلماء الذين كانوا يعرفون التوراة وبين عامة الناس الذين لم يكن لديهم القدرة على التعلم ومعرفة التوراة، وكانت بشكل بدائي وسطحي، خلال هذه الفترة، لم يكن هناك مرجعيه يهودية كبرى في أوروبا الشرقية.
- البحث الروحاني - من بين الذين تعلموا التوراة والذين شعروا بأن حياتهم الفكرية تدور حول فراغ مظلم، أيقظت لديهم تعطشا للحياة التي تملأ النفس.
- بحثوا عن مايريدون في نظرية الكبالاه «الصوفية» ولم يصلوا إلى غايتهم.
- طوائف مسيحية – الوضع الصعب تسبب لكثير من اليهود في الانضمام إلى حركات وطوائف وعدتهم بالخلاص القريب، وانهارت هذه الحركات تاركة لأتباعها خيبة أمل كبيره.
- أزمة قيادية – انحلال أربع دول من قبل الحكومة البولندية.
- الحاجة النفسية في الأمل للخلاص والاضطراب الروحي، مازالت مستمرة.

### تطورات الحركة الحسيدية

#### الجيل الأول

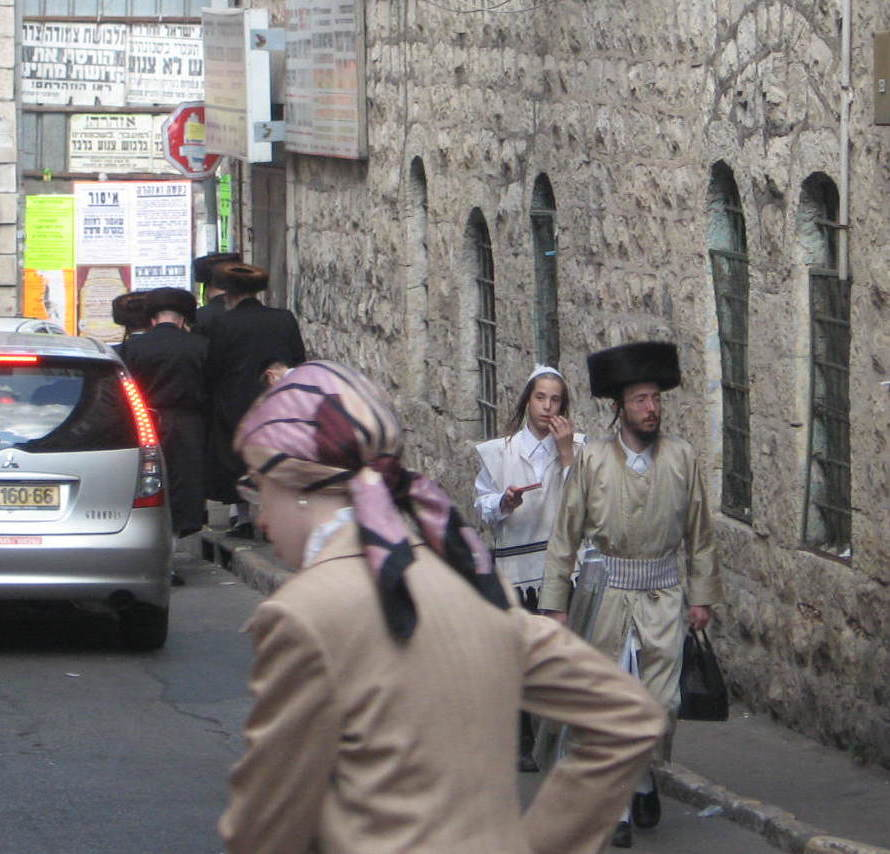
اليهود الحاسيديم في القدس.

وفقاً للتقاليد الحسيديه، أنعزل من يعتبر مؤسس الحركة الحسيديه هو «ربي موسى بن نحمان» طيلة عشرة سنوات في جبال كربات (بين قطبي كوسوفا الذي يقع في جاليسيا).
وتعلم مع النبي «آخيا شيلوني» الذي كشفه في عمر يناهز السادسة والثلاثين وظهر بناءً على أوامر «آخيا»، وبدأ العمل كـ «مشهور» (معالج شعبي يساعد في العملية) في تلوستا.
وفي بداية طريقه كان يتجول بين الجبال والقرى وشجع اليهود البسطاء، ولكن بعد تكاثر تلاميذه جلس في مدينة مزبوز التي تقع في بودوليا (أوكرانيا حالياً).
حينها قاد الحسيديم طوال ست وعشرين سنة، حتى توفي في سنة 1760، ومن بين المزايا الفريدة لطريقته، كانت الصلاة بتدبر وخشوع تام في أسرار التوراة.
وسط صغير من الأصدقاء والطلاب، من ضمنهم مشهورون آخرون عملوا في جبال الكاربات، وتلاميذ حكماء آخرين، احتشدوا حول «ربي موسى بن نحمان» وشخصيته وتعلموا طريقته في العبادة. ومن هذا الوسط نمت الحركة الحسيدية.
وكان لـ «ربي موسى بن نحمان» تلاميذ، وربما بعضهم كانوا أتباعه في حياته، ولكن أثناء حياته (وإلى حدِ كبير في حياه تلاميذ المجيد ممزريتش) لم تكن هناك حركة حسيدية جماعية.

#### الجيل الثاني
بعد وقت قصير من وفاته، توج ابنه «ربي تسفي» بالنيابة عن والده ولكن في عيد «الأسابيع» في سنة 1761، يوم الذكرى الأولى لوالده انتقلت قيادة الحركة الحسيدية للتلميذ «ربي موسى بن نحمان»
ربي دوف بعر (المجيد ممزريتش) قائلاً: الالهيه أخذت الالتزام على ظهرها وذهبت إلى مزريتش.
بدأ في الجيل الثاني الحسيديم بجهداً متعمداً للانتشار. وكان هناك رسل من المجيد ممزريتش يخرجون لنشر الحركة الحسيدية لكل اليهود في أرجاء شرق أوروبا (فولهينا وجاليسيا وروسيا البيضاء وليتوانيا).

## الفكر الحسيدي

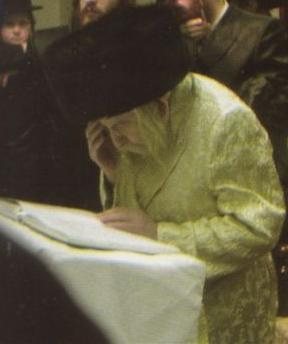
حسيدي وهو يصلي

من بين أسس الفكر الحسيدي:

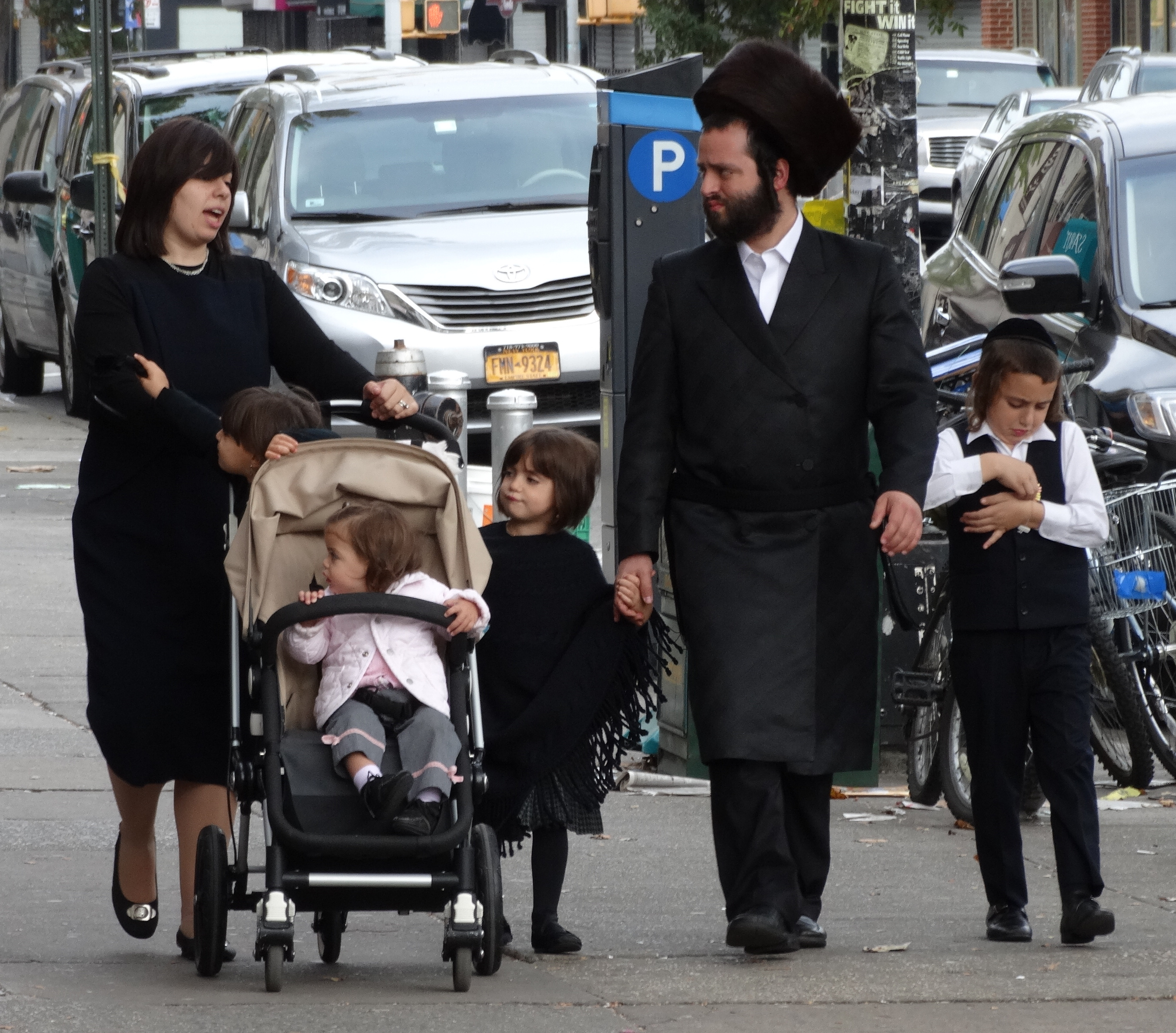
عائلة من اليهود الحسيديم.

- عائلة من اليهود الحسيديم.الكبالاه: تستمد الحسيدية روحها من الكبالاه وتنقلها إلى الشعب اليهودي، من خلال قيامها بعمل شعبية لهذه العقيدة. ونقلت الحسيدية مصطلحات الكبالاه وعباراتها، من توراة العالم والألوهية إلى توراة النفس والأنسان، وكانت الحكمة السائدة هي:"الكبالاه تصعد الإنسان إلى السماء (أي تعمل على الوصول إلى الخالق)، وتلك الحسيدية تنزل السماء إلى الإنسان". على سبيل المثال فيما يتعلق بالأدب-فإن في الكبالاه العلاقة إليها يكون فقط في إطار "الأدب الإلهي"أي، القوى المتنوعة الخاصة بالله سبحانه وتعالي، والتي من خلالها يقود العالم. وفي الحسيدية تمر تلك المصطلحات بعملية تغيير هيئتها إلى داخل عالم الإنسان "مبشري السيطرة الإلهية" أي أن الأدب هو أيضا من ضمن القوى المختلفة الخاصة بالإنسان التي يعمل بواسطتها في العالم. ورؤية الحسيدية فيما يتعلق بالاله الموجود في كل مكان ولا يوجد مكان خالي منه، تستند إلى الكبالاه. والكبالاه حددت أن جميع الظواهر في العالم نابعة من انتشار الرب في العالم لكن الأمور تُدار بكهنوت معين، وهناك أمور أكثر روحانية وقداسة وهناك أمور أخرى أكثر مادية ودنيوية. في مقابل ذلك تحاول الحسيدية ايجاد ما هو إلهي في كل ظاهرة مادية، من خلال تجاهل الكهنوتية""الاله موجود أيضا في الامور الصغيرة". وزعمت الحسيدية أن العالم هو الهي، سواء من نظرية وحدة الموجود أو من نظرية الأكوسميزم، لذلك يجب أكتشاف الاله في العالم والكشف عنه.
- الالتصاق: الغاية الروحانية العليا للحسيدي، هو أن يكون متصل بالرب في كل وقت. لذلك القصد هو إضافة مكان هام في عالم الحسيدية. أيضا الصلاة تضيف مكان مركزي، نتيجة أنه عبارة عن وسيلة هامة للالتصاق. ووفقاً لوصفهم فإن إسرائيل وصل بصلاته للوضع النشوة الموصوفة كـ«تجرد مادي»، يقوم فيها الإنسان بتجريد نفسه من وعيه وادراكه العلنية، ويحاول الوصول لتجربة الالتصاق بالالوهية. وهناك حسيديات (خاصة حسيدية برسلاف) طورت فكرة العزلة، التي ينفصل فيها الإنسان عن المجتمع البشري لفترة من الزمن، وينعزل مع نفسه في أحضان الطبيعة، لكي يصل إلى الالتصاق.

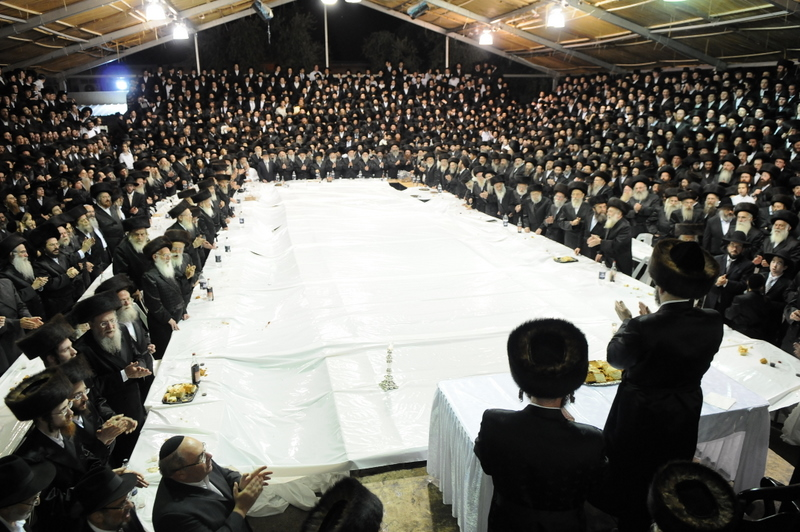
طائفة الحاسيديم.

- حاخام من الحسيديم.طائفة الحاسيديم.توراة الصديق: محورية الزعيم الروحاني. والأدمور (سيدي وامامي ومعلمي) هو «صديق أساس العالم»، وهو حلقة الوصل بين الله سبحانه وتعالى وبين الحسيديم. وعبره يمر كل الفيض والخبرات من السماء إلى أرواح الحسيدين. وكل حسيدي ملزم ومأمور بالإتصال مع ربه بصلة نفسية جزئية، بما يسمى الالتصاق بالصديق، ومن ثم الالتصاق من أجله بالرب. وهذا الالتصاق يحظى به حتى الحسيدي البسيط. وبوجه عام هذه العقيدة تستوجب أيضا الانصياع للصديق واطاعته. وأيضا يقوم الزعيم بمنحه هبة مالية مقابل خدماته. في بداية الحسيدية كان الدور الأساسي للصديق هو نشر رسالة الحسيدية وتعليم مبادئها وأفكارها لكل من جاء للانضمام إلى الحركة. لكن في فترة زعامة يعقوب يتسحاق هوروبيتس، الذي بدأ في العمل في بولندا حتى في أيام الرابي اليملخ مليجنسك، بدأت جماهير غفيرة في السفر إلى «الصديق» طلباً في علاجه وانقاذه. وهناك العديدون الذين عارضوا هذا الأسلوب، كان من بينهم أيضا تلميذه الرابي يعقوب يتسحاق مفشيسحا (الذي يلقبه الحسيدين باسم «اليهودي المقدس») بزعم أن مثل هذا التصرف سيحول الحسيدية لحركة صوفية وشعبية، وليس حركة فلسفية للصفوة.

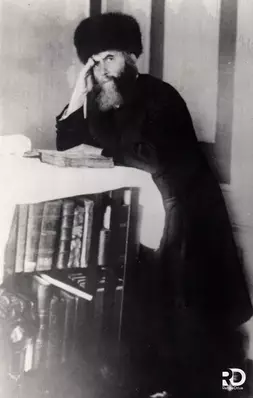
حاخام من الحسيديم.

في عدد من الحسيديات (مثل ببرسلف)، تعاظمت أهمية الصدّيق وكان لازاماً على الحسيدين الإتصال به للتقرب من الرب. في مقابل ذلك كان الأدموريم مثل الرابي شنياور زلمان ملادي مؤسس حسيدية حباد يقللون من محورية الصديق وطلبوا من الحسيدين طلبات عالية.
- العناية الإلهية: النتيجة المباشرة الخاصة بنظرة الحسيدية لصفة الالوهية، هي أن كل ما يجري في العالم يتم بالعناية الإلهية. أي أن كل حدث وسيناريو يحدث في العالم، مخطط ومراقب من قبل الرب. وبالفعل وجدنا بين الأوائل أراء مختلفة حول مستوى هذه «المتابعة»، هل هي من جنس البشر أم لا. لكن في شريعة إسرائيل ليس هناك مكان للشك: فكل أحداث العالم، بكل تفاصيلها، متابعة بشكل ذاتي ومقصود من قبل الرب.
- السعادة: هناك عامل أخر مرتبط بذلك وبفكرة الالتصاق هو السعادة، لأن أساس مؤسسة الشريعة الحسيدية هو أن «الإلهية هي كل شيء» وعندما يتوغل يهودي في هذا الفكر، فلا مكان للحزن بداخله. وأيضا: الإنسان هو سعيد في أساسه، وعندما جاءت الحسيدية وشددت على كشف الطبيعة الداخلية للإنسان فإن النتيجة الطبيعية هي تفجر السعادة الكامنة في أعماق نفسه. ويبدو أنه لذلك يعتاد الحسيدي احتساء رشفة من الكونياك أو المشروبات الكحولية، التي تساعد هي الأخرى في ازالة التوجهات «الخارجية» في نفس الإنسان، مما يؤدي فوراً إلى كشف مناطق أشد عمقاً في نفسه.
- العمل بالماديات: في روح أقوال إسرائيل في تشويه الزهد، وعلى ضوء وكبالاه اشكنازي رابي اسحق، الذي يرى في العالم المادي جزء من مصدر الهي، وينسب الحسيدين دور إيجابي للعوامل المادية في الحياة، التي يجب على الإنسان المغموس بها رفعها إلى قمة القداسة.
- تقديس إسرائيل: شددت الحسيدية على أن الاله موجود في جميع الخلائق استناداً إلى قول أشعيا:«ملئ مل الأرض بمجده». وعلى ضوء ذلك شدد أيضا على أن الاله موجود في كل البرية، لذلك يجب تقدير كل يهودي بسبب كونه يهودي، وكذلك أيضا الإنسان موجود في حب الشرور، لان بها أيضا أسس إلهيه، ومن السهل أن تم حب جميع البشر الغير أشرار. وزعماء الحسيدية كانوا يتجولون في البلدات لمقابلة عامة الشعب، وتشجيع روحهم وزادوا من مشاركاتهم الاجتماعية وحاولوا التخفيف من محن فقراء المجتمع. وزعمت الحسيدية أنه يجب إلغاء جميع التعريفات في المجتمع، وجميع الطبقات الاجتماعية والاقتصادية. وخرجت ضد تصنيف البشر وفقاً للثراء والثقافة، لأن هذا الأمر يخلق تباعداً وفوارقاً بين البشر. ففي الأشخاص البسطاء تكمن أحياناً سمات أفضل من الكبار والمثقفين (تجدر الإشارة إلى أن الحسيدية لا تمجد الفقر أو الجهل، لكنها تزعم أنه إذا لم يتمكن يهودي من التوصل لذلك، فهذا لا يعني أنه أقل من الآخرين ولا يحمل مضامين جيدة). ونفس الوقت فإن الحسيدية لا يمكنها إلغاء التفاوت الطبقي تماماً، فالمتبرعين يحظون بساعات توحد أكثر مع الصديق، مثلما يتم في الجاليات التقليدية ولنفس الأسباب المتمثلة في الحاجة إلى حث الناس إلى التبرع لقيام الفناء والجالية.
- العلاقة بالخلاص: استمراراً لعلاقة الحسيدية باليهودي البسيط في الحياة اليومية، قربت الحسيدية مصلح الخلاص إلى حياته. فالخلاص تحول ليكون ليس فقط عام، بل خلاص الفرد أيضا-بخروجه من أزماته وقدرته على السعادة والتغلب على الفتن التقليدية. وظهر التغيير بعد المذابح الجماعية ضد اليهود في كل من أوكرانيا وبولندا وعلى خلفية الإحباط من مسحانية شبتاي تسيفي، والتي أبعدت عن يهود أوروبا الشرقية انتظار الخلاص.

تهيئة الفرد على أن الخلاص من شأنه أن يعيد الأمل لحياة اليهود الصعبة في شرق أوروبا مما منح الأمل لليهودي البسيط.

### الذبح الحسيدي
طورت الحسيدية أسلوب الذبح المطابق للشريعة في شرق أوروبا، فالسكين الذي كان يستخدم في الذبح في الماضي، كان دقيقاً جداً، فتم استبداله بسكين سميك. وتطوير نظام الذبح هذا كان له عدة أسباب هي:
- جانب فني: السكين من النوع القديم كان من الصعب سَنُّه، لأنه كان يتعمق بسهولة أثناء عملية السن.
- الخوف من الذبح الشبتائي الغير شرعي: في المحيط اليهودي سرت شائعة بأن الجزارين من التيار الشبتائي يعمقون سكين الذبح وبذلك يتعمدون بقصد إطعام اليهود لحماً غير مطابق للشريعة اليهودية. لأن السكين الأملس يتقوس، وتقوسه يظهر واضحاً أمام العين.
- صراع اقتصادي: كانت تفرض على الذبح الشرعي ضرائب مرتفعة من قبل الجالية. وتلك الأموال كانت تخصص لدعم الجالية ومؤسساتها. وفي لحظة تطور أسلوب الذبح الحسيدي والجزارين يرسلون زعيم حسيدي معين، كان الجزارين يرسلون الأموال إلى رابي تابع لهم ولذلك كان له المال لدعم فنائه. وإذا لم يكونوا قد قاموا بتغيير أسلوب الذبح لم يكن الحسيدين سيتوجهون بالفعل إلى جزار حسيدي.
- جزارين غير مطابقين للشريعة: جزء كبير من الذبح تم في النطاق القروي، وكان هناك جزارين متجولين لم يكون عليهم رقابة كافية وأيضا كانت صلاحيتهم في بعض الأحيان موضع شك يصلوا إلى السكان اليهود ويذبحوا لديهم الحيوانات المعدة للذبح، سواء كانت لاستخدامهم الشخصي أو بغرض البيع. وقيل عن هؤلاء الجزارين المتجولين أن بعضهم لم يكن خبيراً كما يجب بشرائع الذبح ولذلك يكون ذبحهم غير صحيح. في مقابلهم كان الجزارين من قبل الساحات الحسيدية كان يتم تعينهم وإجازتهم من قبل الرابي والحسيدين وثقوا من أن هؤلاء الجزارين مؤهلين بما يكفي وتم الإشراف عليهم من قبل الصديق.
- الاعتقاد بتجسد الأرواح: نتيجة انشغالهم بالكبالاه اعتقد زعماء الحسيدية بشكل تجسد الأرواح، وفق هذا المعتقد فإن أرواح البشر تصل إلى الحيوانات والذبح الصحيح فقط يؤدي إلى خلاص تلك الأرواح.

وهناك من يزعم أن الذبح المنفرد، كان أحد الأسباب الرئيسية لمعارضة الحسيدية، وبذلك خرجت ضد الصلاحيات الدينية لرباني الجاليات وهددت وضع الجزارين الآخرين الاقتصادي. مما خلق وضع صور الحسيدين وكأنهم جالية منفصلة.